# گیوم بورن
گیوم بورن (انگلیسی: Guillaume Borne؛ زادهٔ ۱۲ فوریهٔ ۱۹۸۸) بازیکن فوتبال اهل فرانسه است.
از باشگاه‌هایی که در آن بازی کرده‌است می‌توان به باشگاه فوتبال رن و باشگاه فوتبال استاد برستوا ۲۹ اشاره کرد.